# Pink Champagne
Le Pink Champagne erano un gruppo musicale svedese attivo nella prima metà degli anni '80 e composto da Ann Carlberger, Stina Berge, Karin Jansson e Gunilla Welin.

## Storia
Il gruppo si è inizialmente formato alla fine degli anni '70 come Kasern 9; vi faceva parte anche Kajsa Grytt, successivamente divenuta cantante dei Tant Strul. Con la formazione finale al femminile, hanno firmato con l'etichetta discografica MNV e hanno pubblicato il loro singolo di debutto nel 1980. Il loro primo album, Vackra pojke! (conosciuto anche come Vackra var det förr), è uscito nel 1982 ed è entrato alla 45ª posizione della classifica svedese. Meno fortunato è stato il secondo album, Kärlek eller ingenting, pubblicato l'anno successivo, in seguito al quale il gruppo si è sciolto.

## Formazione
- Ann Carlberger – voce, tastiera
- Stina Berge – batteria
- Karin Jansson – chitarra
- Gunilla Welin – basso

## Discografia

### Album in studio
- 1982 – Vackra pojke!
- 1983 – Kärlek eller ingenting

### Singoli
- 1980 – Söndagsskolehyckel/Stålmannen/kvinnan!/Särskild sort
- 1981 – Farligt väder/Alternativa
- 1982 – Godnatt lilla mamma/Sträcker ut handen
- 1983 – Den sista cigaretten/Du håller mig vaken